# Tête à Tête
Tête à Tête is het een muziekalbum van de Britse zanger Murray Head, voornamelijk bekend in Frankrijk. Het album is opgenomen met Franse studiomuzikanten, per compositie verschillend. Het is het eerste album van Head sinds jaren; sinds 1995 was het stil; er verschenen wel regelmatig verzamelalbums.

## Composities
Alle liedjes van Head zelf :
1. Seras-tu là ?
2. Crystal heart
3. Tornado
4. Love yourself
5. Little one
6. Loin demain
7. Who do you think you are?
8. I believe in stories
9. That’s rich
10. So strong
11. Lost my baby tonight.
12. This face